# Marina Zujevová (rychlobruslařka)
Marina Zujevová (rusky Марина Зуева, bělorusky Марына Зуева, Maryna Zujeva; * 20. března 1992 Minsk, Bělorusko) je běloruská rychlobruslařka.
V roce 2009 se ve dvou závodech objevila ve Světovém poháru juniorů, v dalších letech ale startovala pouze v běloruských závodech. Na mezinárodní scéně se znovu představila na Akademickém mistrovství světa 2012, pravidelně začala v mezinárodních soutěžích startovat v prosinci 2014, kdy debutovala ve Světovém poháru. Zúčastnila se Zimních olympijských her 2018 (1500 m – diskvalifikována, 3000 m – 11. místo, 5000 m – 7. místo, závod s hromadným startem – 6. místo). Na Mistrovství Evropy 2020 získala bronzovou medaili ve stíhacím závodě družstev. Startovala na ZOH 2022 (1500 m – 23. místo, 3000 m – 16. místo, 5000 m – 9. místo, hromadný start – 7. místo, stíhací závod družstev – 7. místo).